# Dividenda
Dividenda je dio dobiti u dioničkom društvu koji se isplaćuje vlasnicima dionica. Kada dioničko društvo ostvari dobit (profit) u stanju je proslijediti dio dobiti svojim dioničarima. Dio dobiti koji nije isplaćen ponovno se ulaže u tvrtku i zove se "zadržana dobit". Za isplatu dividende na raspolaganju je zadržana dobit iz tekućeg, kao i iz proteklih razdoblja. Isplata dioničarima obično se vrši uplatom na bankovni račun, no također postoji mogućnost dogovora o isplati u obliku dodatnih dionica.
Odluka o isplati dividende donosi se na godišnjoj skupštini izdavatelja glasovanjem prisutnih dioničara, tj. vlasnika. Hoće li biti isplate dividende i kolika će ona biti ovisi o rezultatu poslovanja kompanije te o potrebama kompanije za sredstvima za investiranje.
Datum izglasavanja je datum na koji se izglasuju dividende dioničkog društva. Može biti određena u apsolutnom iznosu po dionici ili kao postotak njene nominalne vrijednosti.
Dividenda kao prinos određuje vrijednost dionice.

## Vanjske poveznice
- Zagrebačka burza